# BBC Wavre-Sainte-Catherine
 (signalé en août 2025).
Si vous disposez d'ouvrages ou d'articles de référence ou si vous connaissez des sites web de qualité traitant du thème abordé ici, merci de compléter l'article en donnant les références utiles à sa vérifiabilité et en les liant à la section « Notes et références ».
- Archive Wikiwix
- Bing
- Cairn
- DuckDuckGo
- E. Universalis
- Gallica
- Google
- G. Books
- G. News
- G. Scholar
- Persée
- Qwant
- (zh) Baidu
- (ru) Yandex
- (wd) trouver des œuvres sur Wikidata

Maillots
Le BBC Wavre-Sainte-Catherine (néerlandais : BBC Sint-Katelijne-Waver) est un club belge de basket-ball féminin basé à Wavre-Sainte-Catherine et évoluant en division 1 nationale belge.